# Viorica Lepădatu
Viorica Lepădatu (ur. 12 czerwca 1971 w Vorniceni) – rumuńska wioślarka. Srebrna medalistka olimpijska z Barcelony.
Zawody w 1992 były jej jedynymi igrzyskami olimpijskimi. Zajęła drugie miejsce w ósemce, była również piąta w czwórce bez sternika. Brała udział w seniorskich mistrzostwach świata w 1993, w 1988 zdobyła złoto juniorskich mistrzostw świata w czwórce ze sternikiem. 